# Amor (película de 2012)
Amor (título original francés Amour) es una película de 2012, escrita y dirigida por Michael Haneke. Está protagonizada por Jean-Louis Trintignant, Emmanuelle Riva e Isabelle Huppert. La trama gira en torno a una pareja de ancianos, Anne y Georges, que viven juntos en un apartamento en París. Anne es sometida a una operación que le provoca una hemiplejia derecha, y debe ser cuidada por su marido.
La cinta obtuvo 108 nominaciones y 84 galardones entre los que destaca la Palma de Oro en el Festival de Cannes, siendo la segunda película de Haneke en obtenerla tras La cinta blanca (2009). También ganó además un premio Óscar en la categoría de mejor película extranjera, siendo nominada a otras cuatro categorías: mejor película, mejor director, mejor guion original y mejor actriz (Emmanuelle Riva); de esta manera, fue la cuarta película en lograr una nominación simultánea al Óscar en las categorías de Mejor película y Mejor película extranjera, siendo la anterior El Tigre y el Dragón dirigida por Ang Lee en 2000.

## Argumento
Un grupo de bomberos fuerza la puerta de un apartamento e inspeccionan el lugar. En una habitación cuyas puertas están selladas con cinta adhesiva encuentran el cadáver de una anciana llamada Anne (Emmanuelle Riva), tumbado sobre la cama. El cuerpo está adornado con flores y lleva puesto un vestido negro.
En las siguientes escenas, ambientadas algunos meses antes de que el grupo de bomberos entrase al apartamento, se muestra que Anne vivía en el piso junto con su marido Georges (Jean-Louis Trintignant). Los dos son una pareja de profesores de música retirados y tienen una hija llamada Eva (Isabelle Huppert). Una mañana, mientras el matrimonio de ancianos toma el desayuno, Anne se queda sentada mirando al vacío, sin responder a las palabras de su marido. Ante esta situación, Georges va a vestirse para ir en busca de ayuda, pero en ese momento su esposa recobra el conocimiento, sin recordar nada de lo que ocurrió mientras estaba en su estado catatónico. Cuando su marido le sugiere ir al médico, Anne se niega y dice que no es necesario.
Anne es sometida a una cirugía para poder solucionar su problema, pero la operación tiene complicaciones y la anciana queda con hemiplejia derecha, debiendo trasladarse en una silla de ruedas. Ante su situación, Anne le hace prometer a su marido que no la llevará de nuevo a un hospital. La salud de la anciana empeora, pero su marido se dedica a cuidarla. Una noche, cuando regresa del funeral de un amigo, Georges encuentra a Anne en el suelo del apartamento, junto a una ventana abierta. Anne se enoja con su marido por llegar tan temprano y le confiesa que no quiere seguir viviendo en ese estado. Georges contrata a una enfermera para que le ayude a cuidar de Anne durante tres días a la semana. Eva quiere que su madre sea trasladada a algún lugar donde la puedan cuidar, pero su padre le dice que debido a su promesa no puede hacerlo.
Georges contrata a una segunda enfermera para que cuide a su esposa, pero la despide luego de descubrir que no hacía bien su trabajo. Anne pierde la capacidad para hablar de forma coherente, pero su marido se sigue esforzando por ayudarla. Un día, Anne se niega a beber agua, lo que enfurece a su marido y la abofetea. Días después, Georges intenta calmar a su esposa, quien se encontraba gritando de dolor. Georges le cuenta una historia de su infancia, sobre su experiencia en un internado de verano. Mientras llega a la conclusión de la historia, el hombre toma una almohada y ahoga a su esposa hasta asfixiarla.
El hombre sale del apartamento y al regresar trae consigo varios ramos de flores, los cuales lava y corta. Georges toma un vestido del armario de Anne y comienza a escribir una carta. Tras sellar la puerta del dormitorio con cinta adhesiva, Georges ve cómo una paloma entra al apartamento por la ventana. El hombre atrapa al ave con la ayuda de una toalla y se sienta abrazando a la paloma. En su carta explica que posteriormente dejó libre a la paloma. Mientras reposa en una habitación del apartamento, Georges escucha ruidos en la cocina. El hombre se levanta y ve a Anne lavando platos. Georges se pone zapatos, ayuda a Anne a ponerse un abrigo y ambos salen del apartamento. En la última escena se muestra a Eva recorriendo el apartamento vacío, sentándose sola en un sillón.

## Reparto
- Jean-Louis Trintignant como Georges Laurent
- Emmanuelle Riva como Anne Laurent
- Isabelle Huppert como Eva Laurent
- Alexandre Tharaud como Alexandre.
- William Shimell como Geoff.
- Ramón Agirre como Conserje.
- Rita Blanco como Esposa del conserje.
- Carole Franck como Enfermera.
- Dinara Droukarova como Enfermera.

## Recepción
Amor obtuvo una respuesta positiva por parte de la crítica cinematográfica. La película posee un 94% de comentarios positivos en el sitio web Rotten Tomatoes, basado en un total de 189 reseñas, y una puntuación de 94/100 en Metacritic. Manohla Dargis del periódico The New York Times catalogó a la película como una «obra maestra», sosteniendo que es «una historia tierna, desgarradora, e impecablemente dirigida acerca del amor y la muerte». Según Deborah Young de The Hollywood Reporter, Amor es «magnífica en su simplicidad y en su implacable honestidad acerca de la vejez, la enfermedad y la muerte», agregando que en la cinta «no hay un paso en falso ni una sola escena superflua». Scott Tobias de The A.V. Club escribió: «Un director conocido por su frío clasicismo y por practicar la subversión genérica en películas como Funny Games y Caché, Haneke tiene una crueldad que no puede ser más perfecta para una película como Amor, la cual podría haber colapsado si hubiera sido sentimental».
Según el español Jordi Costa, la película «es puro Haneke, pero, al mismo tiempo, es algo que el austriaco no había hecho nunca: una película humanísima, sin autoengaños, ni infecciones sentimentales. Una obra mayor y... problemática». Salvador Llopart de La Vanguardia escribió: «Decididamente compasivo, con Amour Haneke realiza una aproximación rigurosa a la vejez sin caer en el tremendismo y evitando el inútil ternurismo. [...] Una película que, de alguna manera, humaniza a Haneke. Lo reconcilia con la vida».
La cinta fue incluida dentro de las mejores películas del año por la revista Sight and Sound del British Film Institute.

## Premios
| Año  | Premio                                                | Categoría                           | Receptor(es)                                                                   | Resultado |
| ---- | ----------------------------------------------------- | ----------------------------------- | ------------------------------------------------------------------------------ | --------- |
| 2013 | Premios Óscar                                         | Mejor película                      | Margaret Ménégoz, Michael Katz, Veit Heiduschka y Stefan Arndt                 | Nominada  |
| 2013 | Premios Óscar                                         | Mejor director                      | Michael Haneke                                                                 | Nominado  |
| 2013 | Premios Óscar                                         | Mejor película extranjera           |                                                                                | Ganadora  |
| 2013 | Premios Óscar                                         | Mejor actriz                        | Emmanuelle Riva                                                                | Nominada  |
| 2013 | Premios Óscar                                         | Mejor guion original                | Michael Haneke                                                                 | Nominado  |
| 2013 | Premios BAFTA                                         | Mejor director                      | Michael Haneke                                                                 | Nominado  |
| 2013 | Premios BAFTA                                         | Mejor película de habla no inglesa  | Margaret Ménégoz, Michael Haneke                                               | Ganadora  |
| 2013 | Premios BAFTA                                         | Mejor actriz                        | Emmanuelle Riva                                                                | Ganadora  |
| 2013 | Premios BAFTA                                         | Mejor guion original                | Michael Haneke                                                                 | Nominado  |
| 2013 | Premios Globo de Oro                                  | Mejor película en lengua no inglesa |                                                                                | Ganadora  |
| 2013 | Premios César                                         | Mejor película                      | Margaret Ménégoz, Michael Katz, Veit Heiduschka y Stefan Arndt                 | Ganadora  |
| 2013 | Premios César                                         | Mejor dirección                     | Michael Haneke                                                                 | Ganador   |
| 2013 | Premios César                                         | Mejor actriz                        | Emmanuelle Riva                                                                | Ganadora  |
| 2013 | Premios César                                         | Mejor actor                         | Jean-Louis Trintignant                                                         | Ganador   |
| 2013 | Premios César                                         | Mejor guion                         | Michael Haneke                                                                 | Ganador   |
| 2013 | Premios César                                         | Mejor actriz secundaria             | Isabelle Huppert                                                               | Nominada  |
| 2013 | Premios César                                         | Mejor sonido                        | Guillaume Sciama, Nadine Muse y Jean-Pierre Laforce                            | Nominados |
| 2013 | Premios César                                         | Mejor fotografía                    | Darius Khondji                                                                 | Nominado  |
| 2013 | Premios César                                         | Mejor montaje                       | Monika Willi                                                                   | Nominada  |
| 2013 | Premios César                                         | Mejor decorado                      | Jean-Vincent Puzos                                                             | Nominado  |
| 2013 | Premios Lumières                                      | Mejor película                      | Margaret Ménégoz, Michael Katz, Veit Heiduschka y Stefan Arndt                 | Ganadora  |
| 2013 | Premios Lumières                                      | Mejor actor                         | Jean-Louis Trintignant                                                         | Ganador   |
| 2013 | Premios Lumières                                      | Mejor actriz                        | Emmanuelle Riva                                                                | Ganadora  |
| 2013 | Premios Independent Spirit                            | Mejor película extranjera           |                                                                                | Ganadora  |
| 2013 | Premios del Círculo de Críticos de Cine de Nueva York | Mejor película extranjera           |                                                                                | Ganadora  |
| 2013 | Critics' Choice Movie Awards                          | Mejor actriz                        | Emmanuelle Riva                                                                | Nominada  |
| 2013 | Critics' Choice Movie Awards                          | Mejor película en lengua no inglesa |                                                                                | Ganadora  |
| 2013 | London Critics' Circle Awards                         | Mejor película del año              |                                                                                | Ganadora  |
| 2013 | London Critics' Circle Awards                         | Mejor película extranjera del año   |                                                                                | Nominada  |
| 2013 | London Critics' Circle Awards                         | Director del año                    | Michael Haneke                                                                 | Nominado  |
| 2013 | London Critics' Circle Awards                         | Guionista del año                   | Michael Haneke                                                                 | Ganador   |
| 2013 | London Critics' Circle Awards                         | Actor del año                       | Jean-Louis Trintignant                                                         | Nominado  |
| 2013 | London Critics' Circle Awards                         | Actriz del año                      | Emmanuelle Riva                                                                | Ganadora  |
| 2013 | London Critics' Circle Awards                         | Actriz de reparto del año           | Isabelle Huppert                                                               | Nominada  |
| 2012 | Premios del Cine Europeo                              | Mejor película europea              | Margaret Ménégoz, Michael Katz, Michael Haneke, Veit Heiduschka y Stefan Arndt | Ganadora  |
| 2012 | Premios del Cine Europeo                              | Mejor director                      | Michael Haneke                                                                 | Ganador   |
| 2012 | Premios del Cine Europeo                              | Mejor actriz                        | Emmanuelle Riva                                                                | Ganadora  |
| 2012 | Premios del Cine Europeo                              | Mejor actor                         | Jean-Louis Trintignant                                                         | Ganador   |
| 2012 | Premios del Cine Europeo                              | Mejor fotografía                    | Darius Khondji                                                                 | Nominado  |
| 2012 | Premios del Cine Europeo                              | Mejor guion                         | Michael Haneke                                                                 | Nominado  |
| 2012 | Festival de Cannes                                    | Palma de Oro                        | Michael Haneke                                                                 | Ganador   |
| 2012 | Boston Society of Film Critics Awards                 | Mejor actriz                        | Emmanuelle Riva                                                                | Ganadora  |
| 2012 | Boston Society of Film Critics Awards                 | Mejor película extranjera           |                                                                                | Ganadora  |
| 2012 | Boston Society of Film Critics Awards                 | Mejor película                      |                                                                                | Nominada  |
| 2012 | British Independent Film Awards                       | Mejor película extranjera           |                                                                                | Nominada  |